# Majakowskoje
Majakowskoje (ros. Маяковское, niem. Nemmersdorf, lit. Nemirkiemis) – osiedle typu wiejskiego w obwodzie królewieckim, w Rosji, położona na południowy zachód od miasta Gusiew (niem. Gumbinnen), nad rzeką Węgorapa, 910 mieszkańców (2010), siedziba gminy wiejskiej.

## Historia
W przeszłości odprawiano tu nabożeństwa w językach litewskim i niemieckim. Od 1772 do 1945 w składzie prowincji Prusy Wschodnie w obrębie Prus i Niemiec.
Wieś jest znana z tragicznych wydarzeń, które się tu rozegrały podczas II wojny światowej w październiku 1944. Była pierwszą wsią na terytorium ówczesnych Niemiec, gdzie wojska radzieckie dopuściły się masowych morderstw na cywilnej ludności niemieckiej. Wydarzenia te znane są jako Zbrodnia w Nemmersdorf, a liczbę ofiar według nowszych ustaleń ocenia się na 24–26 osób.

## Zabytki
- katedra luterańska z 1589, obecnie siedziba parafii
- pomnik w miejscu pochówku 340 poległych w 1945 żołnierzy sowieckich